# Isocladus otion
Isocladus otion là một loài chân đều trong họ Sphaeromatidae. Loài này được Barnard miêu tả khoa học năm 1955.